# 12197 Jan-Otto
12197 Jan-Otto eller 1980 FR2 är en asteroid i huvudbältet som upptäcktes den 16 mars 1980 av den svenske astronomen Claes-Ingvar Lagerkvist vid La Silla-observatoriet i Chile. Den är uppkallad efter Jan-Otto Carlsson.
Asteroiden har en diameter på ungefär 5 kilometer och den tillhör asteroidgruppen Astraea.